# Pittosporum viridulum
Espèce
Statut de conservation UICN

CRB1+2c : 
En danger critique
Pittosporum viridulum est une espèce de plantes à fleurs de la famille des Pittosporaceae et du genre Pittosporum. Il s'agit d'un petit arbre, connu seulement par un seul enregistrement d'une localité à la base des Nilgiris, une chaîne de montagnes des Ghats occidentaux située dans l'ouest du Tamil Nadu, à la frontière avec le Kerala, en Inde du Sud. Il est classé « en danger critique d'extinction » par l'Union internationale pour la conservation de la nature (UICN).

## Systématique
L'espèce est décrite en 1980 par les botanistes indiens Madhavan Parameswaran Nayar, Girija Sankar Giri et Veerichetty Chandrasekaran, qui la classent dans le genre Pittosporum sous le nom binominal Pittosporum viridulum. Le spécimen type récolté par Chandrasekaran est déposé à l'herbier du Botanical Survey of India (CAL).

## Étymologie
L'épithète spécifique viridulum, diminutif du latin viridis, vert, signifie « verdâtre ».

## Description
Pittosporum viridulum est un petit arbre à feuilles elliptiques à elliptiques lancéolées, à bord entier, longues de 8 à 12 cm et larges de 2 à 4 cm ; l'infrutescence est terminale, en ombelle ou pseudo-ombelle, avec des capsules de 9 à 13 mm de diamètre.
C'est une espèce proche de Pittosporum dasycaulon dont elle diffère par ses rameaux, feuilles et capsules glabres, ces dernières étant pourvues d'un bec mucroné long de 1,5 à 3,0 mm.